# Флаг Марса

Флаг Марса

Флаг Марса — не имеющий никакого официального статуса триколор, который утверждён как флаг планеты Марс некоммерческой организацией по освоению Марса — Марсианским обществом (англ. Mars Society), а также Планетарным обществом (англ. The Planetary Society). Он не может являться официальным в юридическом смысле этого слова, так как Договор о космическом пространстве запрещает присвоение небесных тел при помощи любых средств.
В настоящее время флаг Марса развевается над Флэшинской марсианской арктической исследовательской станцией на острове Девон, Канада и на некоторых объектах городка Марсианской Пустынной научно-исследовательской станции в штате Юта, США. Флаг также был отправлен в космос — он был доставлен на орбиту американским астронавтом Джоном Мейсом Грансфелдом во время космического полёта 1999 года на шаттле «Дискавери».
Флаг изображает будущую историю Марса: красная полоса символизирует Марс, каким он является сегодня; зелёная и синяя символизируют этапы возможного освоения планеты человечеством, если оно будет иметь желание и возможности для этого (то есть терраформирование). Красный, зеленый и синий цвета флага и их значение базируются на известной трилогии Кима Стэнли Робинсона «Красный Марс», «Зелёный Марс», «Синий Марс». Проект был первоначально предложен инженером NASA Паскалем Ли.

## Другие флаги Марса

Флаг Марса в книге «Чужак в чужой стране».

В фантастическом романе Роберта Хайнлайна «Чужак в чужой стране» (в 1962 году удостоенном премии «Хьюго») флаг Марса — традиционный символ планеты Марс красного цвета на абсолютно белом прямоугольном фоне.